# Lago del Pico de Colomers
El lago del Pico de Colomers (en occitano estanh deth Cap de Colomèrs) es un lago de origen glaciar situado a 2527 m s. n. m., en el municipio de Alto Arán, en la comarca del Valle de Arán (Lérida, España). 
El lago del Pico de Colomers tiene una superficie de 3,1 ha es uno de los lagos del Circo de Colomers que se encuentra a mayor altitud (2527 m), en sus proximidades se encuentran el lago de Ratera de Colomers, el Estanh de Pòdo y el Estanh Gelat.
El circo glaciar de Colomers cuenta con más de 50 lagos, está coronado por cumbres que superan los 2500 metros, como el Tuc de Ratera (2862 m), el Gran Tuc de Colomers (2933 metros) o el Tuc Blanc (2879 m).